# Ulla Hansen Werner
Ulla Hansen Werner (Maglegårds, 27 de noviembre de 1973) es una deportista danesa que compitió en remo.
Ganó una medalla de plata en el Campeonato Mundial de Remo de 1997, en la prueba de cuatro scull. Participó en dos Juegos Olímpicos de Verano, ocupando el octavo lugar en Barcelona 1992 y el cuarto en Atlanta 1996, en el cuatro scull.

## Palmarés internacional
| Campeonato Mundial | Campeonato Mundial     | Campeonato Mundial | Campeonato Mundial |
| Año                | Lugar                  | Medalla            | Prueba             |
| ------------------ | ---------------------- | ------------------ | ------------------ |
| 1997               | Aiguebelette (Francia) | Medalla de plata   | Cuatro scull       |